# 槐柏树街
39°53′42″N 116°21′13″E / 39.89490°N 116.35349°E

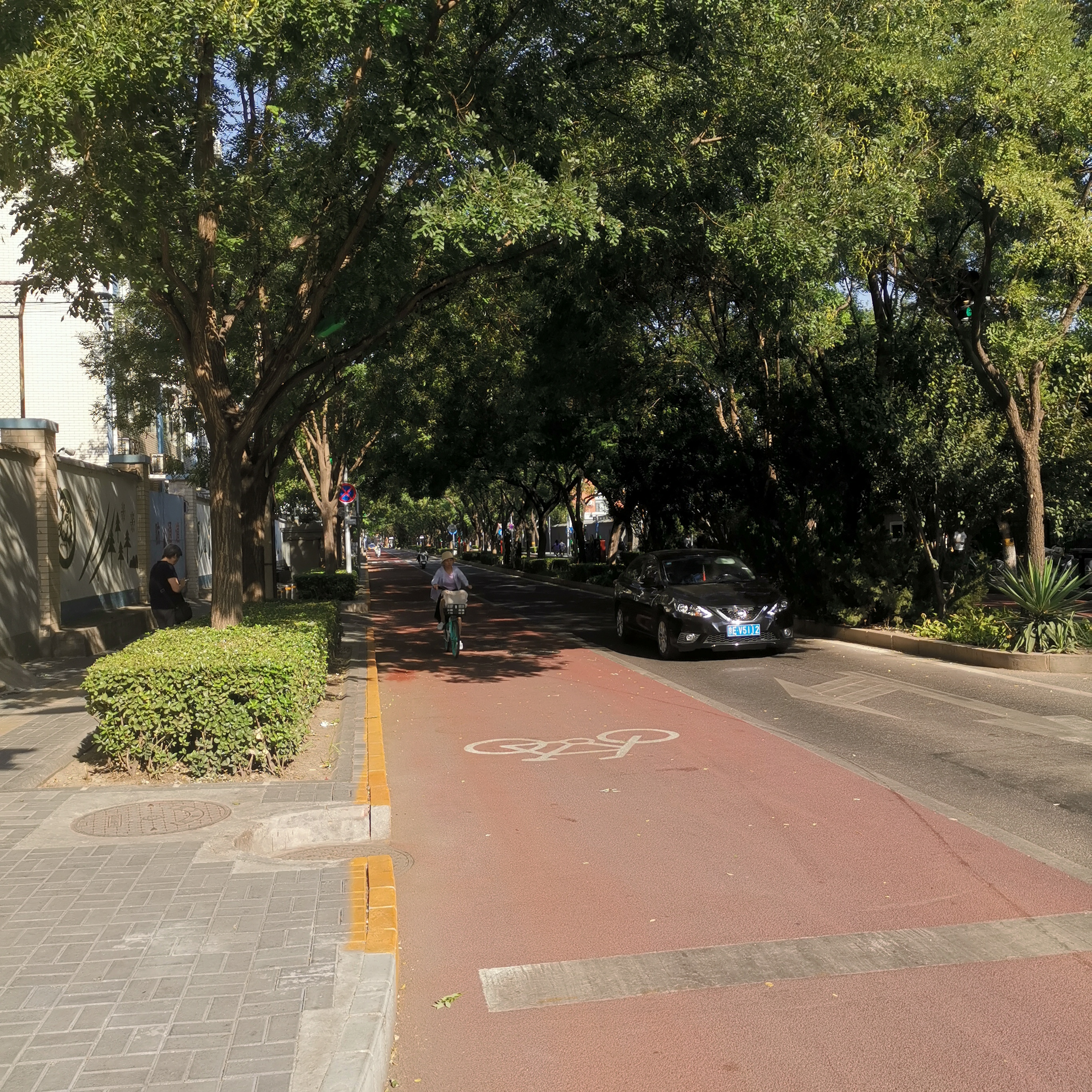
槐柏树街

槐柏树街，是北京市西城区广安门内街道的一条道路。

## 简介
槐柏树街为东西走向，东到长椿街，西到西便门内大街。此街原分为东西两段。东段原是深沟土道，传说高坡处原先有棵老槐树以及两棵柏树，故称“槐柏树”。西段是清朝镶蓝旗驻军营房内的道路，称“东西宽街”。1965年，东西两段合并称“槐柏树街”。
槐柏树街长度870米，平均宽度14米到15米。1990年以前，槐柏树街西段南侧有11条胡同，分别称槐柏树南一至南十一条；北侧有10条胡同，分别称槐柏树北一至北十条。合计21条胡同，过去均称营房，当地人简称为“营子”。营房有两条比较宽的南北走向胡同，称“南宽街”（即南五条）、“北宽街”（即北五条），分别在今槐柏树街的南北两侧。营房西侧即西便门内大街，东侧过善果寺与报国寺之后是片乱坟岗子。从乱坟岗子向南穿过和尚坟，便是著名的都土地庙，从乱坟岗子向北是片废地，原址就是今北京小学。营房南侧有个大坑，是清朝军队的炮兵阵地，大坑南边翻过一座孤山便是核桃园（即南核桃园），营房北面还有个北核桃园，北核桃园北面就是西便门火车站至正阳门西站的铁路。清朝末年，为了对外赔款，将营房的地皮出售给百姓，此后营房成了居住区，形成了数百户人家的贫民区。大坑里堆积垃圾，坑里的土地变成了农田。
槐柏树街东段南侧，清朝时有山西义园、云南义地，分别是埋葬在北京的山西籍人和云南籍人的墓地。后来逐渐荒废，变成乱坟岗子和空地。1949年中华人民共和国成立后，北京市人民政府在此兴建了北京市人民政府机关办公大楼，1954年竣工启用，称“市府大楼”（今称“北京市政大楼”）。这是中华人民共和国成立后北京市建成的首批大型政府办公大楼，外墙上部为红色砖墙，底层是白色石材。市府大楼以南有“市府大楼幼儿园”，是由北京市人民政府主办的机关幼儿园，1952年创建，是北京市一级一类幼儿园。
槐柏树街中段北侧是北京小学。槐柏树街中段南侧，北京小学对面，是宣武艺园。宣武艺园内原有金朝紫金寺旧址。
旧时，营房（营子）的街道都是土路。1970年代中期，槐柏树街以及其西段南北两侧的21条胡同路面改造，铺成柏油路。1980年代初，槐柏树街西段21条胡同实现了自来水入户，每个院子也都安装了下水道。后来，中共北京市委、北京市人民政府将槐柏树街西段21条胡同的平房作为危改试点，成为北京市首个危改示范小区，1992年建成。槐柏树危改小区使用中间高、东西低的错落设计，体现了现代简约建筑风格。
2008年，槐柏树街在2008年北京奥运会开幕前拓宽改造完工，这是宣武区的民心工程之一。槐柏树街经过改造后，拥堵问题获得解决，使每天来北京小学接送学生的家长得以更顺畅地来往。
2010年，宣武区广内街道投资600万元人民币，在宣武艺园北墙西段外侧建了12幅壁画式浮雕，其中2幅是展示庙宇文化的铜制浮雕，其他10幅是展示空竹文化的石制浮雕。